# Lysstyrke
Lysstyrke er en af de syv grundlæggende SI-enheder. Enheden for lysstyrke er candela (Cd).
En candela er lysstyrken i en given retning af en lyskilde, som udsender monokromatisk lys med en frekvens på 540 × 1012 Hz, og hvis strålingsstyrken i denne retning er 1/683 W/sr.